# بییابرده د گوادالیمار

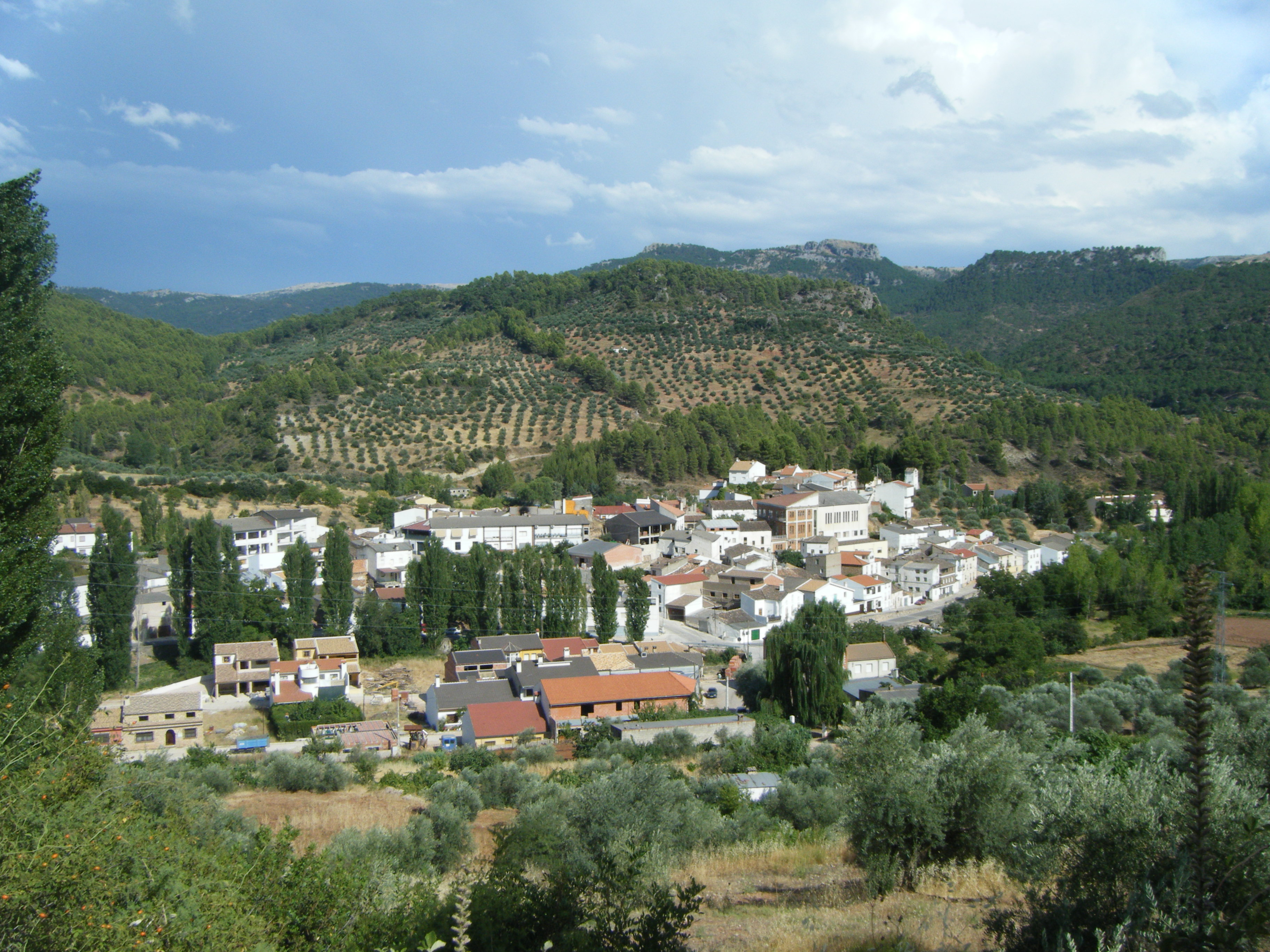
نمایی از دهستان بییابرده د گوادالیمار در استان آلباستهٔ اسپانیا - ۲۰۰۹

بییابرده د گوادالیمار دهستانی در استان آلباستهٔ اسپانیا است.
در این دهستان ۴۵۰ نفر زندگی می‌کنند. مساحت این دهستان ۷۳٫۳۸ کیلومتر مربع است.